# Turquía en los Juegos Olímpicos de México 1968
Turquía estuvo representada en los Juegos Olímpicos de México 1968 por un total de 29 deportistas masculinos que compitieron en 4 deportes.
El portador de la bandera en la ceremonia de apertura fue el luchador Gürbüz Lü.

## Medallistas
El equipo olímpico turco obtuvo las siguientes medallas:
| Nombre        | Deporte     | Competición |
| ------------- | ----------- | ----------- |
| Oro           |             |             |
| Mahmut Atalay | Lucha libre | 78 kg M     |
| Ahmet Ayık    | Lucha libre | 97 kg M     |
| Plata         |             |             |
| —             |             |             |
| Bronce        |             |             |
| —             |             |             |